# Municipio de Parnell (condado de Traverse)
El municipio de Parnell (en inglés: Parnell Township) es un municipio ubicado en el condado de Traverse en el estado estadounidense de Minnesota. En el año 2010 tenía una población de 60 habitantes y una densidad poblacional de 0,63 personas por km².

## Geografía
El municipio de Parnell se encuentra ubicado en las coordenadas 45°37′58″N 96°35′1″O / 45.63278, -96.58361. Según la Oficina del Censo de los Estados Unidos, el municipio tiene una superficie total de 94.51 km², de la cual 94,47 km² corresponden a tierra firme y (0,04 %) 0,04 km² es agua.

## Demografía
Según el censo de 2010, había 60 personas residiendo en el municipio de Parnell. La densidad de población era de 0,63 hab./km². De los 60 habitantes, el municipio de Parnell estaba compuesto por el 100 % blancos. Del total de la población el 0 % eran hispanos o latinos de cualquier raza.